# هتان السيف
هتان السيف (مواليد 2002) هي مُقاتلة فنون قتالية مختلطة هاوية سعودية، تُعتبر أول مُقاتلة فنون قتالية على مستوى السعودية، وأول امرأة سعودية توقع عقداً عالمياً مع الاتحاد السعودي لفنون القتال المختلطة التابعة لبي إف إل.

## التعليم
حاصلة على بكالوريوس سكرتارية طبية.

## الإنجازات
تحترف رياضة المواي تاي، والفنون القتالية المختلطة، يعد مدربها فراس سعدة، محفزها والداعم الأول، بعد وفاة والديها وشاركت في الكثير من البطولات والمسابقات العالمية القتالية، أبرزها:
- بطولة العالم للمواي تاي في تايلاند 2022.[6]
- حرزت الميدالية الذهبية حصلت على الميدالية الذهبية في بطولة المواي تاي المفتوحة في السعودية 2023.
- في عام 2023، حصلت على الميدالية البرونزية للمواي تاي في أبو ظبي.
- في عام 2024، حققت الفوز في نزالها الأول للهواة في الفنون القتالية المختلطة، على الملاكمة المصرية ندى فهيم.
- في 12 يوليو 2024، فازت على نظيرتها المصرية إيمان بركة في نزال ضمن الجولة الثانية من بي إف إل في الشرق الأوسط وإفريقيا بي إف إل.[7][8]
- في سبتمبر 2024 سجلت موسوعة غينيس للأرقام القياسية رقماً قياسياً لهتان السيف بعد تحقيقها أسرع ضربة قاضية في بي إف إل – الشرق الأوسط وشمال إفريقيا، حيث أنهت النزال خلال 41 ثانية فقط، لتدخل بذلك موسوعة غينيس للأرقام القياسية كأسرع ضربة قاضية في هذه الفئة من البطولات.[9][10]

## الجوائز
2025: حصلت على جائزة «الرياضية المفضلة» في الدورة الخامسة من حفل جوائز صناع الترفيه جوي أواردس.

## الحياة الشخصية
في مايو 2024، أعلنت خطبتها رسميًا على الملاكم السعودي عبد الله القحطاني، وذلك عبر حسابها الرسمي على إنستغرام. ثم أعلنت بعد ذلك في أحد برامج البودكاست فسخ الخطوبة لأسباب غير معروفة.

## سجل فنون القتال المختلطة

### سجل فنون القتال المختلطة للهواة
| سجل الهواة |       |       |
| 4 نزال     | 4 فاز | 0 خسر |
| ضربة قاضية | 4     | 0     |

| النتيجة | السجل | الخصم        | الطريقة                         | الحدث                               | التاريخ        | الجولة | الوقت | المكان           | الملاحظات |
| ------- | ----- | ------------ | ------------------------------- | ----------------------------------- | -------------- | ------ | ----- | ---------------- | --------- |
| فاز     | 4–0   | نور الفليطي  | ضربة فنية قاضية (إصابة بالساق)  | بي إف إل مينا 2: الرياض 2025        | 4 يوليو 2025   | 2      | 2:24  | الرياض، السعودية |           |
| فاز     | 3–0   | ليليا عثماني | ضربة فنية قاضية (ركبة للجسد)    | بطولة بي إف إل 2024                 | 29 نوفمبر 2024 | 2      | 1:37  | الرياض، السعودية |           |
| فاز     | 2–0   | إيمان بركة   | ضربة فنية قاضية (إيقاف الزاوية) | بي إم إف مينا 2: الموسم العادي 2024 | 12 يوليو 2024  | 2      | 3:00  | الرياض، السعودية |           |
| فازت    | 1–0   | ندى فهيم     | ضربة قاضية (ركلة رأس)           | بي إم إف مينا 1: الموسم العادي 2024 | 10 مايو 2024   | 2      | 0:41  | الرياض، السعودية |           |

المصدر:

## وصلات خارجية
- هتان السيف على إنستغرام
- هتان السيف على تويتر.